# Jesús Meza
Pour les articles homonymes, voir Meza.
Jesús Manuel Meza Moreno, plus couramment appelé Jesús Meza, né le 6 janvier 1986 à Mérida au Venezuela, est un footballeur international vénézuélien.

## Biographie

### Carrière de joueur
Le 3 novembre 2017, "El Chiqui" signe avec le Cibao FC en vue de la ligue des champions de la CONCACAF 2018.

### Équipe nationale
Jesús Meza est convoqué pour la première fois en sélection le 24 mars 2007 lors d'un match amical contre Cuba (victoire 3-1). 
Il dispute une Copa América en 2011.
Au total il compte 7 sélections en équipe du Venezuela entre 2007 et 2011.